# Vallensbæk (municipio)
Vallensbæk es un municipio danés, de la región de Hovedstaden, que está situado en la costa este de la isla de Zealand.

## Descripción general
El municipio cubre un área de 9.49 km² según cifras municipales y tiene una población de 15727 habitantes.  Su alcalde es Henrik Rasmussen, miembro del Partido Popular Conservador.
La ciudad principal y el sitio de su consejo municipal es la ciudad de Vallensbæk.
La iglesia de Dinamarca tiene una parroquia en el municipio, a saber, la parroquia de Vallensbæk.
El municipio de Vallensbæk no se fusionó con ningún municipio adyacente bajo la reforma municipal de 2007, ya que acordó celebrar un "acuerdo de cooperación municipal" con el municipio de Ishøj.
El municipio tiene una playa, un centro deportivo, y una zona de recreación llamada "Vallensbæk Marsh".

### El Consejo Local
A partir del 1 de enero de 2014, el consejo local es el siguiente:
Henrik Rasmussen (alcalde), Søren Wiborg, Anette Eriksen, Kenneth Kristensen Berth, Katja Lindblad, Jytte Bendtsen, Martin Nielson, Søren Mayntz, Niels Jørgensen, Morten Schou Jørgensen, John Smith, Erdal Colak,Arne Petersen, Carina Kristensen Berth, Gitte Lumby Hansen and Niels Karlsen.
El consejo local se reúne una vez al mes y las reuniones están abiertas para todos. Todas las agendas y los minutos están a disposición del público.

### Comités políticos
Vallensbæk tiene un comité de finanzas y tres comités permanentes de política:
- Comité de Finanzas
- Comité de Asuntos Sociales y Salud
- Comité del Niño y la Cultura
- Comité Técnico y Ambiental

## Educación
La ciudad tiene tres escuelas: la escuela de Pilehave (campo del norte), la escuela de Vallensbæk (aldea) y la escuela de Egholm (playa).